# Sialogogue
Un sialogogue est un aliment, une substance naturelle ou chimique, capable de stimuler la sécrétion salivaire.

## Pharmacologie
Le jus de gentiane jaune possède des vertus médicinales, dont celle d'exciter la salivation.